# Yakutat and Southern Railroad
| \| \| \| Yakutat AK \| \| \| \| \| \| \| \| \| \| Lost River AK \| \| \| \| \| \| \| \| \| \| Situk AK \| \| |  |               |               |
| Kopfbahnhof Streckenanfang (Strecke außer Betrieb)                                                           |  | Yakutat AK    | Yakutat AK    |
| Verschwenkung von links (Strecke außer Betrieb) · Verschwenkung von rechts (Strecke außer Betrieb)           |  |               |               |
| Kopfbahnhof Streckenende (Strecke außer Betrieb) · Strecke (außer Betrieb)                                   |  | Lost River AK | Lost River AK |
| Verschwenkung nach rechts (Strecke außer Betrieb)                                                            |  |               |               |
| Kopfbahnhof Streckenende (Strecke außer Betrieb)                                                             |  | Situk AK      | Situk AK      |

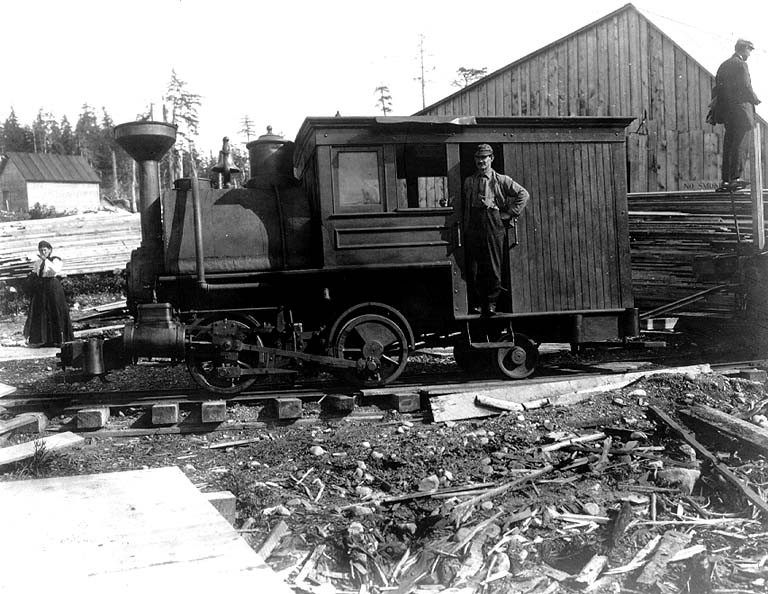
Lokomotive der Yakutat and Southern Railroad Company. Yakutat, Alaska. 1907

Die Yakutat and Southern Railroad (Y&SRR) ist eine ehemalige Eisenbahngesellschaft in Alaska (Vereinigte Staaten). Sie bestand als eigenständige Gesellschaft von 1903 bis etwa 1965. Firmensitz war zunächst in Seattle, ab 1951 in Bellingham.

## Geschichte
Nachdem in Yakutat eine Konservenfabrik gebaut worden war, benötigte man ein Transportmittel, das den frischen Fisch, der in Situk und Lost River gefangen wurde, schnell dorthin bewegen konnte. Aus diesem Grund gründeten Geschäftsleute aus Seattle am 22. Januar 1903 die Yakutat and Southern Railroad. Die Streckenplanung war im April 1904 abgeschlossen und der Bau begann bald darauf. Noch im gleichen Jahr ging die etwa 17 Kilometer lange normalspurige Strecke von Yakutat nach Situk in Betrieb. Ein Abzweig nach Lost River komplettierte das Streckennetz.
Aufgrund dessen, dass die Fischerei nur saisonal betrieben wurde, verkehrte die Bahn nur von Mai bis Oktober. Der Fahrplan orientierte sich an den Gezeiten. Die Fischer der Region wohnten zumeist in Yakutat. Daher bot die Bahn kostenlosen Personenverkehr von Yakutat nach Lost River und Situk an.
Während des Zweiten Weltkriegs diente die Bahn von Oktober 1940 bis April 1941 dem Militär als Transportmittel für Baumaterial, da in der Nähe der Strecke ein Militärflugplatz sowie eine Kaserne gebaut wurde. Nachdem die Gleisanlagen zunehmend schlecht gewartet wurden und verfielen, musste die Bahn Mitte der 1960er Jahre stillgelegt werden. Der Fischtransport wurde auf die Straße verlagert, der Personenverkehr war ohnehin schon vor 1949 eingestellt worden.

## Name der Gesellschaft
Der offizielle Name der Bahn war Yakutat and Southern Railroad Company, was auch an den Fahrzeugen verwendet wurde. In den Fahrplänen wurde der Betrieb jedoch Yakutat and Southern Railway genannt.

## Fahrzeuge
Anfangs stand der Bahn eine Forney-Dampflokomotive mit der Achsfolge 0-4-2 und der Betriebsnummer 1092 (Y&SRR Nr. 1) zur Verfügung, die vermutlich vorher auf der Elevated Railway in New York City eingesetzt war. Schon bald erwies sich die Lok als unzureichend und sie wurde 1907 ausgemustert und verschrottet. Stattdessen erwarb man eine im gleichen Jahr gebaute Lok des Typs „Heisler“ und später eine Lima Prairie mit der Achsfolge 2-6-2. Sie hatte ursprünglich die Betriebsnummer 1057, bei der Y&SRR erhielt sie die Nr. 2.
Da die Lok für eine Fahrt von Yakutat nach Situk und zurück rund zwei Tonnen Kohle verbrauchte, musterte man sie 1949 aus und ersetzte sie durch eine Eigenkonstruktion aus einem alten LKW, einem Gasmotor und dem Fahrwerk der alten Heisler-Lok. Einen festangestellten Lokführer gab es dann nicht mehr. Jeder, der einen LKW-Führerschein hatte, durfte den Zug fahren.
Zum Drehen der Lok gab es in Situk eine handbetriebene Drehscheibe.

## Anhang